# Departament de San Marcos
El departament de San Marcos és a la regió sud-occidental de Guatemala. La seva extensió territorial és de 3.791 quilòmetres quadrats. Limita al nord amb el departament de Huehuetenango, al sud amb l'oceà Pacífic i el departament de Retalhuleu, a l'est amb el departament de Quetzaltenango; i a l'oest amb l'estat mexicà de Chiapas. La capital departamental és a una distància de 252 quilòmetres de la ciutat de Guatemala.

## Idiomes
Es parlen els idiomes castellà; mam, a quatre municipis de la costa sud: Ocós, Ayutla, Catarina i Malacatán; i el sipakapense, al municipi de Sipacapa. També es parla el quitxé als municipis d'Ixhiguán i San José Ojetenám.

## Divisió administrativa
El departament de San Marcos està dividit en 29 municipis que són:
1. San Marcos
2. Ayutla
3. Catarina
4. Comitancillo
5. Concepción Tutuapa
6. El Quetzal
7. El Rodeo
8. El Tumbador
9. Ixchiguán
10. La Reforma
11. Malacatán
12. Nuevo Progreso
13. Ocós
14. Pajapita
15. Esquipulas Palo Gordo
16. San Antonio Sacatepéquez
17. San Cristóbal Cucho
18. San José Ojetenam
19. San Lorenzo
20. San Miguel Ixtahuacán
21. San Pablo
22. San Pedro Sacatepéquez
23. San Rafael Pie de la Cuesta
24. Sibinal
25. Sipacapa
26. Tacaná
27. Tajumulco
28. Tejutla
29. Río Blanco